# Слободка-Мушкатовская
Слободка-Мушкатовская (укр. Слобідка-Мушкатівська) — село в Борщёвской городской общине Чортковского района Тернопольской области Украины.
До 2020 года входило в Борщёвский район.
Код КОАТУУ — 6120884903. Население по переписи 2001 года составляло 868 человек.

## Географическое положение
Село Слободка-Мушкатовская находится на берегах реки Цыганка,
выше по течению примыкает село Мушкатовка,
ниже по течению на расстоянии в 1 км расположено село Волковцы.
Рядом проходят автомобильная дорога Р-24 и
железная дорога, станция Борщёв в 2-х км.

## Объекты социальной сферы
- Дом культуры.